# Гросхансдорф
Гросхансдорф (њем. Großhansdorf) општина је у њемачкој савезној држави Шлезвиг-Холштајн. Једно је од 55 општинских средишта округа Штормарн. Према процјени из 2010. у општини је живјело 8.980 становника. Посједује регионалну шифру (AGS) 1062023.

## Географски и демографски подаци
Гросхансдорф се налази у савезној држави Шлезвиг-Холштајн у округу Штормарн. Општина се налази на надморској висини од 49 метара. Површина општине износи 11,2 km². У самом мјесту је, према процјени из 2010. године, живјело 8.980 становника. Просјечна густина становништва износи 802 становника/km².